# Felix Boenheim
Felix Boenheim (* 17. Januar 1890 in Berlin; † 31. Januar oder 1. Februar 1960 in Leipzig; Pseudonym: Fidelis) war ein deutscher Arzt und Politiker. Er stammte aus einer wohlhabenden Kaufmannsfamilie, studierte Medizin in München, Freiburg und Berlin und war politisch stark von seinem Onkel Hugo Haase beeinflusst.

## Kindheit und Jugend
Felix Boenheim wurde als Sohn eines jüdischen Geschäftsmannes geboren und besuchte das Goethe-Realgymnasium in Berlin-Wilmersdorf, wo er 1909 sein Abitur machte. 1909 begann er in München, Freiburg und Berlin Medizin zu studieren. In Berlin machte er 1914 die ärztliche Prüfung und wurde als Medizinalpraktikant am Stadtkrankenhaus Moabit tätig. 1914 erhielt er die Approbation und wurde promoviert. Anschließend wurde er Arzt am Festungslazarett Graudenz.

## Gegner des Ersten Weltkriegs
Im Ersten Weltkrieg hatte Boenheim die Mitwirkung am Krieg abgelehnt. Kurz nach Kriegsbeginn bekundete er als militärpflichtiger Arzt im ostpreußischen Graudenz offen seine Kriegs-Ablehnung. Er befreundete sich mit dem damals berühmten Berliner Kardiologen Georg Friedrich Nicolai, dem ab 1917 international bekanntesten deutschen Kriegsgegner („Biologie des Krieges“). Boenheim wurde 1915 vor ein Kriegsgericht gestellt, mit der Anklage: „fahrlässige Gerüchteverbreitung“ und „Beleidigung“ des Kriegsministers Erich von Falkenhayn. Ohne das Urteil abzuwarten, degradierte man ihn. Als Arzt musste er deshalb den Militärdienst als einfacher Soldat antreten; damals ein beispielloser Vorgang. Nach seiner Erkrankung wurde er entlassen. Das Gerichtsverfahren wurde 1917 eingestellt.

## Beteiligung an der Novemberrevolution
Seine wissenschaftliche Laufbahn begann 1916 an der Universitätsklinik Rostock, wo er zunächst Assistent der Medizinischen Universitäts-Poliklinik wurde. Boenheims Habilitation wurde verhindert, nachdem er sich für die USPD engagierte. Er wechselte 1918 an das Städtische Krankenhaus nach Nürnberg. Während der Novemberrevolution wirkte er dort als Arbeiter- und Soldatenrat der USPD an führender Stelle. Angesichts der durch die SPD geführte Restauration nahm er radikal linke Positionen ein. Im Alter von 29 Jahren war er als „libertärer Kommunist“ im Leitungsgremium der Nürnberger Spartakisten. Erich Mühsam schlug ihn für das Amt des Bayerischen Justizministers vor, als im April 1919 in München die Zweite Bayerische Räterepublik ausgerufen wurde. Felix Boenheim lehnte eine Beteiligung an der revolutionären Umwälzung ab, da sie in seinen Augen keine basisdemokratische Legitimation und ausreichenden Rückhalt in der Bevölkerung hatte. Nach dem Scheitern der Revolution arbeitete er als Assistent am Stuttgarter Katharinenhospital, anschließend ließ er sich 1921 als Internist in Berlin nieder. — Boenheim veröffentlichte als Internist Artikel in medizinischen Fachzeitschriften wie auch zeitkritische Artikel unter dem Pseudonym Fidelis: Wie bereits sein Kollege Karl Eskuchen, ausgelöst durch die heftigen Reaktionen auf Psychiatrie-kritische Passagen des Romans Die Armen von Heinrich Mann vor allem in den betroffenen Fachkreisen, sich kritisch gegenüber Zuständen in der zeitgenössischen Psychiatrie geäußert hatte, hatte sich Fidelis, mit Blick auf das Schicksal der Schriftsteller in der Münchner Räterepublik und ebenfalls mit Bezug auf die Wirkung der Psychiatrie-Kritik Heinrich Manns, in einer 1920 erschienenen Schrift über Deutschlands Psychiater mit Nachdruck gegen die inhumanen Methoden des als betont völkisch bekannten und für das „Unschädlichmachen psychopathisch Entarteter“ eintretenden Emil Kraepelin und seines Mitarbeiters Eugen Kahn in der Münchner Deutschen Forschungsanstalt für Psychiatrie (Kaiser-Wilhelm-Institut) und die daran anschließende Diffamierung „moderner“ Schriftsteller und Künstler als „Geisteskranke, Psychopathen, Juden“ gewandt. – Boenheims Onkel, der im Oktober 1919 ermordete Jurist und Politiker Hugo Haase hatte nach der Niederschlagung der Münchner Räterepublik den Dichter Ernst Toller, der nach dem 7. April 1919 den Vorsitz des Revolutionären Zentralrats übernahm und damit kurzfristig zum formell mächtigsten Mann Bayerns wurde, vor dem Standgericht noch erfolgreich verteidigen können. Hatte Boenheim einen Fachartikel „Über das Vorkommen überzähliger Mamillen und Kombination derselben mit anderen Degenerations-Zeichen“ verfasst, so schrieb Fidelis in seiner genannten Schrift 1920 über Toller (Zitat):

„In ihm den Prototyp „des intellektuellen hysterischen Dégénérés“ zu sehen ist albern und blöd. Auch ich glaube, daß Ernst Toller ein Psychopath ist. Aber was will denn das besagen? (...) Ja, es gibt sogar eine Höherwertigkeit, die ihre Wurzel in der Psychopathie hat. Solche psychopathischen Personen können Gipfel der kulturellen und geistigen Entwicklung darstellen. Ich erinnere an Kleist und Schopenhauer.“

## Arzt und Sozialpolitiker
Schwerpunkte für Boenheims Engagement als Mediziner waren die soziale Lage der Arbeiterschaft in Berlin, die Interessen der deutschen und internationalen Arbeiterbewegung, die gesundheitliche Aufklärung breitester Schichten und eine Sozialisierung des Gesundheitswesens.
Seine politische Grundhaltung orientierte sich an der KPD, obwohl er nie Parteimitglied wurde. Er gehörte zum Kreis um Willi Münzenberg, den er in Stuttgart als Vorsitzenden der württembergischen Kommunisten kennengelernt hatte. F. Boenheim war Mitglied der Deutschen Liga für Menschenrechte, engagierte sich in einem überparteilichen Verein Sozialistischer Ärzte und in der Ärztesektion der Internationalen Arbeiterhilfe (IAH), war Mitinitiator der Gesellschaft der Freunde des neuen Russland (1923) und beratender Arzt der sowjetischen Handelsvertretung Berlin. 1927 trat er der Liga gegen Imperialismus und für die nationale Unabhängigkeit bei, aus der ein Jahr später die Weltliga gegen Imperialismus und koloniale Unterdrückung, für nationale Freiheit wurde.
In Wieland Herzfeldes Malik-Verlag und Münzenbergs Neuem Deutschen Verlag veröffentlichte er populärwissenschaftliche Schriften, verkehrte mit Ernst Thälmann und Wilhelm Pieck und pflegte Freundschaften zu Ernst Toller und dem pazifistischen Schriftsteller Leonhard Frank.

## Mediziner in Berlin
Beruflich war F. Boenheim trotz gebrochener akademischer Karriere sehr erfolgreich. Er arbeitete wissenschaftlich in den Labors der Charité, publizierte im In- und Ausland und gewann einen hervorragenden Ruf als Endokrinologe (Gebiet Schilddrüsenerkrankungen).
1931 – inzwischen (seit 1929) Chefarzt der Inneren Abteilung am Berliner Hufeland-Hospital – verlor er wegen seines gesundheitspolitischen Engagements seine Kassenzulassung durch Ausschluss aus dem Hartmannbund.

## Arzt gegen Krieg und Faschismus
Auf Bitte von Henri Barbusse begann er mit der Vorbereitung des Amsterdamer Weltkongresses gegen Krieg. Boenheim gründete einen eigenen Initiativausschuss. Mitglieder waren Käthe Kollwitz, Bertolt Brecht, Bernard von Brentano, Ricarda Huch, Anna Seghers, Ernst Toller, Max Hodann und Wilhelm Reich. Gleichzeitig rief er auch ein international besetztes Ärztekomitee ins Leben, dazu zählten die renommierten Hochschullehrer: Der Königsberger Ludwig Pick, der Prager Endokrinologe Artur Biedl, der Bonner Zahnmediziner Alfred Kantorowicz, der Berliner Internist Georg Ludwig Zülzer und der Zürcher Arbeiterarzt und Anarcho-Syndikalist Fritz Brupbacher. Sie waren auch die Erstunterzeichner des folgenden Aufruf an die Ärzte aller Länder, den F. Boenheim, Chefarzt der inneren Abteilung des Berliner Hufeland-Hospitals, im Frühjahr 1932 an Kolleginnen und Kollegen in aller Welt verschickte. Über 200 Ärzte unterzeichneten ihn.
„Trotz der fortdauernden Vernichtung von Kulturwerten durch Krieg und Nachfolgen, trotzdem die Schreckensbilder des Weltkrieges nicht unvergessen bleiben, sind schon wieder Kräfte am Werk, die den Ausweg aus der Wirtschaftskrise in einem neuen Krieg sehen wollen. … Bedroht ist in erster Linie Sowjetrussland. Ein Angriff auf dieses Land, das den friedlichen Aufbau will, bedeutet einen neuen Weltkrieg. Deshalb rufen wir unterzeichneten Ärzte aller Länder auf, gegen den Krieg zu kämpfen … Als Hüter der Volksgesundheit erheben wir unsere warnende Stimmen gegen ein neues internationales Blutbad, in das die Völker planmäßig hineingetrieben und dessen Folgen unabsehbare sein werden.“
Der Amsterdamer Kongress entwickelte sich zur größten Antikriegskundgebung, die bis dahin je stattgefunden hatte. Am 27. August 1932 versammelten sich über 4000 Teilnehmer, davon 2200 Delegierte aus 35 verschiedenen Ländern. Das Hauptreferat hielt Felix Boenheim: Die gesundheitlichen Folgen des letzten Krieges und die drohenden Folgen des kommenden, insbesondere des Gaskrieges. Am 28. August 1932 beschloss die zweite ärztliche Sonderkonferenz auf Initiative F. Boenheims die Gründung der Internationalen Gesellschaft der Ärzte gegen Krieg und Faschismus und wählte ihn zum Präsidenten.
Noch im Herbst 1932 entstanden in Europa 11 nationale Sektionen der Internationalen Gesellschaft der Ärzte gegen Krieg und Faschismus.
Boenheim gründete nach seiner Rückkehr aus Amsterdam zusätzlich ein Deutsches Kampfkomitee gegen den Imperialistischen Krieg. Er wollte damit in letzter Minute die bisher verfeindeten Strömungen innerhalb des antimilitaristisch-pazifistischen Lagers wieder zu gemeinsamer Aktion zusammenbringen. Unter den 60 Mitgliedern waren neben Arbeitern aus Rüstungsbetrieben auch Albert Einstein, die Feministin Helene Stöcker, Heinrich Mann, Otto Lehmann-Rußbüldt und General a. D. Paul Freiherr von Schönaich. Neben zahlreichen Veranstaltungen gegen die Kriegsvorbereitungen überall in Deutschland initiierte es die Gründung innerbetrieblicher Komitees in Rüstungsfabriken, um so die Waffenproduktion zu verhindern und wenn möglich durch Streiks lahmzulegen.
Nach dem Machtantritt der Nationalsozialisten wurde die deutsche Sektion zerschlagen. Boenheims Verhaftung erfolgte am 28. Februar 1933, in der Nacht des Reichstagsbrandes. An der ersten Nachfolgekonferenz der Gesellschaft in London konnte kein deutscher Vertreter mehr teilnehmen.

## Engagement im Exil
Durch glückliche Umstände kam Boenheim nach sechs Monaten aus der Spandauer Haft frei. Er emigrierte sofort nach Frankreich. Sein Fluchtweg ging über Großbritannien, Palästina, Paris nach New York. An diesen Orten gehörte er mit zu den führenden Akteuren des politischen Exils, er unterzeichnete den Volksfront-Aufruf des Lutetia-Kreises als Unabhängiger. Er wirkte ab 1944 im Council for a Democratic Germany, für das er an einem Gesundheitsprogramm für das zerstörte Deutschland arbeitete.

## Rückkehr
1949 kehrte Felix Boenheim nach Deutschland zurück, wurde ordentlicher Professor für Innere Medizin und Direktor der Medizinischen Fakultät an der Universität Leipzig. Trotz eingeschränkter Gesundheit blieb er politisch aktiv und gründete in der DDR zusammen mit dem Sozialhygieniker Wolfgang Oerter – in Anlehnung an den Amsterdamer Kongress – 1952 die Friedensgemeinschaft Deutscher Ärzte als Teilorganisation der Weltfriedensbewegung. Nach seiner Emeritierung leitete er nach Umberufung zum Professor der Geschichte der Medizin von 1955 bis 1959 das Karl-Sudhoff-Institut für Geschichte der Medizin und der Naturwissenschaften (Medizinischen Fakultät an der Universität Leipzig). 1957 wurde ihm der Vaterländische Verdienstorden (VVO) in Bronze verliehen. Anlässlich seines 70. Geburtstages wurde er im Januar 1960 mit dem VVO in Silber ausgezeichnet.
Boenheim wurde auf dem Leipziger Südfriedhof beigesetzt. Sein Grabmal schuf Alfred Späte.

## Grundzüge seiner politischen Arbeit
Boenheim formulierte eine eindeutige berufsspezifische, letztlich medizinethisch begründete Verpflichtung der im Gesundheitswesen Tätigen, sich ihrer Rolle in der Kriegsmaschinerie bewusst zu werden und die Mitarbeit radikal zu verweigern – als Anwalt aller tatsächlich und potentiell Geschädigten.

## Fotografische Darstellung Boenheims
- Roger Rössing: Porträt von Felix Boenheim, Professor an der Medizinischen Fakultät der Universität Leipzig (1955)[18]

## Veröffentlichungen (Auswahl)
- Ueber den Einfluss einiger Chinolinderivate auf die Harnsäure- und Allantoin-Ausscheidung des Hundes, Berlin (1914).
- Über freiwillige Knechtschaft (= Le contr'un ou de la servitude volontaire) von Étienne de La Boétie, Übersetzung und Einleitung, Berlin 1924 (Nachdruck: 1981, ISBN 3-7610-8111-1).
- Wunder der Drüse : 15 Kapitel von d. Einheit d. Lebens, Stuttgart 1927.
- Wasser- und Mineral-Stoffwechsel und innere Sekretion, Halle a. S. 1927.
- Bau und Leben des menschlichen Körpers, Stuttgart 1930.
- Opotherapie, Leipzig 1930.
- Behandlung endokriner Störungen durch Opotherapie : Aus d. Inn. Abt. 2. d. Hufeland-Hospitals d. Stadt Berlin, Halle 1932.
- Innere Sekretion, Berlin 1954.
- Von Huang-ti bis Harvey : Zur Geschichte d. Entdeckung d. Blutkreislaufs, Jena 1957

## Zeitschriftenbeiträge (Auswahl)
In: Der sozialistische Arzt.
- Der Hochschulklüngel braucht die Notgemeinschaft. Band VI (1930) Heft 3 (Juli), S. 132–134 Digitalisat
- Arzt und Kurpfuscher. Band VI (1930) Heft 4 (Oktober), S. 161–164 Digitalisat